# Hypericum formosissimum
Hypericum formosissimum är en johannesörtsväxtart som beskrevs av Armen Tachtadzjan. Hypericum formosissimum ingår i släktet johannesörter, och familjen johannesörtsväxter. Inga underarter finns listade i Catalogue of Life.